# Golfe de Porto et presqu'île de Scandola
Golfe de Porto et presqu'île de Scandola este o arie protejată (arie de protecție specială avifaunistică — SPA) din Franța întinsă pe o suprafață de 25.576 ha, din care 67 % marine.

## Localizare
Centrul sitului Golfe de Porto et presqu'île de Scandola este situat la coordonatele 42°19′00″N 8°35′00″E / 42.31667°N 8.58333°E.

## Înființare
Situl Golfe de Porto et presqu'île de Scandola a fost declarat arie de protecție specială avifaunistică în baza directivei 79/409 din 1979 referitoare la conservarea păsărilor sălbatice pentru a proteja 13 specii de animale.

## Biodiversitate
Situată în ecoregiunea mediteraneană, aria protejată nu include niciun habitat protejat.
La baza desemnării sitului se află mai multe specii protejate de  păsări (13): fâsă-de-câmp (Anthus campestris), acvilă de munte (Aquila chrysaetos), Calonectris diomedea, caprimulg (Caprimulgus europaeus), șoim călător (Falco peregrinus), sfrâncioc roșiatic (Lanius collurio), Larus audouinii, ciocârlie de pădure (Lullula arborea), vultur pescar (Pandion haliaetus), Phalacrocorax aristotelis desmarestii, Puffinus yelkouan, Sylvia sarda, silvie de tufiș (Sylvia undata).
Pe lângă speciile protejate, pe teritoriul sitului au mai fost identificate 8 specii de păsări.